# Richard Kennelly
Richard Bayard Kennelly (Boston, 4 de julio de 1965) es un deportista estadounidense que compitió en remo.
Participó en dos Juegos Olímpicos de Verano, obteniendo una medalla de plata en Seúl 1988 (cuatro sin timonel), y el cuarto lugar en Barcelona 1992 (ocho con timonel). Ganó una medalla de plata en el Campeonato Mundial de Remo de 1989, en el cuatro sin timonel.

## Palmarés internacional
| Juegos Olímpicos   | Juegos Olímpicos     | Juegos Olímpicos | Juegos Olímpicos   |
| Año                | Lugar                | Medalla          | Prueba             |
| ------------------ | -------------------- | ---------------- | ------------------ |
| 1988               | Seúl (Corea del Sur) | Medalla de plata | Cuatro sin timonel |
| Campeonato Mundial |                      |                  |                    |
| Año                | Lugar                | Medalla          | Prueba             |
| 1989               | Bled (Yugoslavia)    | Medalla de plata | Cuatro sin timonel |